# Technion – Izraeli Műszaki Egyetem
A Technion – Izraeli Műszaki Egyetem (héberül: הטכניון – מכון טכנולוגי לישראל) állami kutatóegyetem Haifában, Izraelben. Az 1912-ben az Oszmán Birodalom fennhatósága alatt alapított Technion az ország legrégebbi egyeteme. A Technion a legjobb egyetem Izraelben és a Közel-Keleten, és a világ 100 legjobb egyeteme között szerepel a 2019-es ARWU-rangsorban.
Az egyetem tudományos és mérnöki területen kínál diplomákat, valamint olyan kapcsolódó területeken, mint az építészet, az orvostudomány, az ipari menedzsment és az oktatás. 19 kara, 60 kutatóközpontja és 12 oktatókórháza van. Megalapítása óta több mint 100 000 fokozatot adományozott, és végzettjeit kulcsfontosságúnak tartják Izrael Állam létrehozásához és védelméhez szükséges készségek és oktatás biztosításában. 
A Technion 565 oktatója között három kémiai Nobel-díjas is van. Négy Nobel-díjas áll vagy állt valamilyen kapcsolatban az egyetemmel. A Technion jelenlegi (2022) elnöke Uri Sivan.
A héber oktatási nyelvként való kiválasztása, a német legyőzése a nyelvek háborújában fontos mérföldkő volt a hébernek Izrael hivatalos nyelvévé való válásában. A Technion szintén fontos tényező az izraeli csúcstechnológiai ipar és innováció növekedése mögött, beleértve az ország Silicon Wadi műszaki klaszterét is. 

## Története

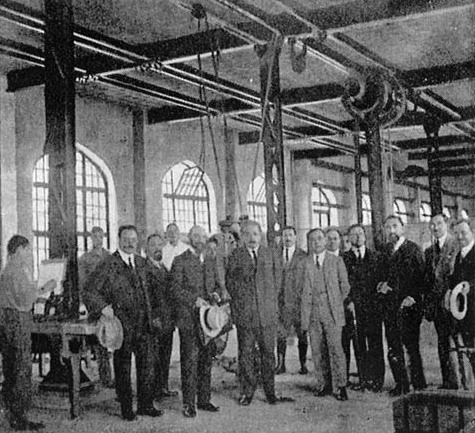
Albert Einstein a Technionban; 1923. február 11.

A Technikumot az 1900-as évek elején az Ezrah német-zsidó alap tervezte mérnöki és tudományos iskolaként. Ez volt az egyetlen felsőoktatási intézmény az akkori oszmán Palesztinában, kivéve az 1907-ben alapított jeruzsálemi Bezalel Művészeti és Formatervezői Akadémiát. 1913 októberében a kuratórium a németet választotta oktatási nyelvnek, ami a nyelvek háborúja néven ismert nagy vitát váltott ki. Miután az amerikai és orosz zsidók ellenezték a német nyelv használatát, a kuratórium 1914 februárjában megváltoztatta az álláspontját, és a héber nyelvet választotta oktatási nyelvnek. A német Technikum nevet is felváltotta a héber Technion név.
A Technion alapkövét 1912-ben tették le, a tanulmányok 12 évvel később, 1924-ben kezdődtek. 1923-ban Albert Einstein a Nobel-hagyomány kezdeményezéseként meglátogatta és elültette a mára híres első pálmafát. Az első pálmafa ma is áll a régi Technion épület előtt, amely ma a MadaTech múzeum, a Hadar negyedben. Einstein megalapította az első Technion Társaságot, amelynek elnöke volt, miután visszatért Németországba.
1924-ben Arthur Blok lett a Technion első elnöke.
Az 1950-es évek elején Yaakov Dori irányítása alatt, aki az Izraeli Védelmi Erők első vezérkari főnökeként szolgált, a Technion kampányt indított zsidó és Izrael-barát tudósok toborzása érdekében külföldről, hogy kutatólaboratóriumokat és oktatási részlegeket hozzanak létre a természet- és az egzakt tudományok területén.

## Campusok

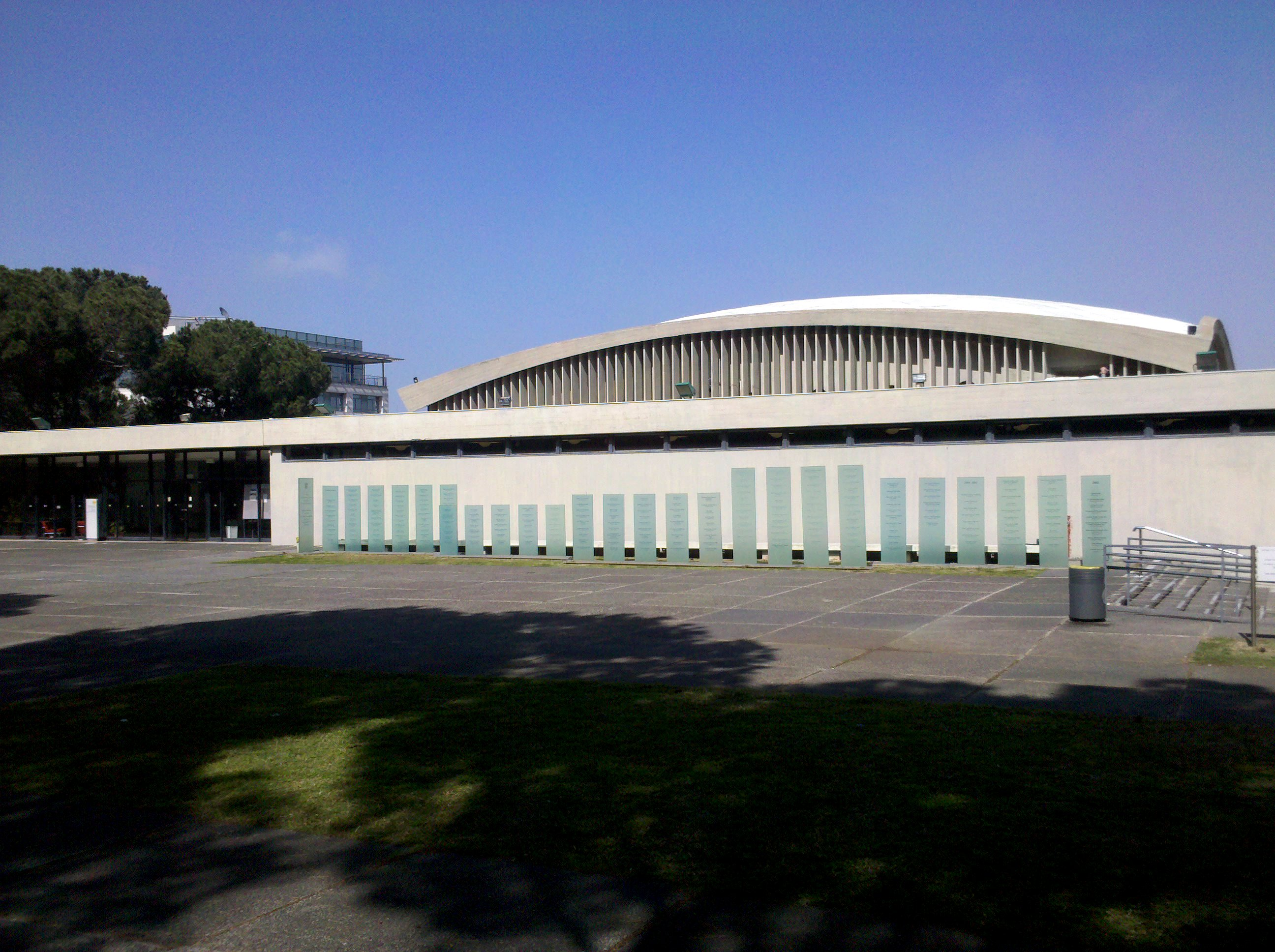
Churchill Auditórium

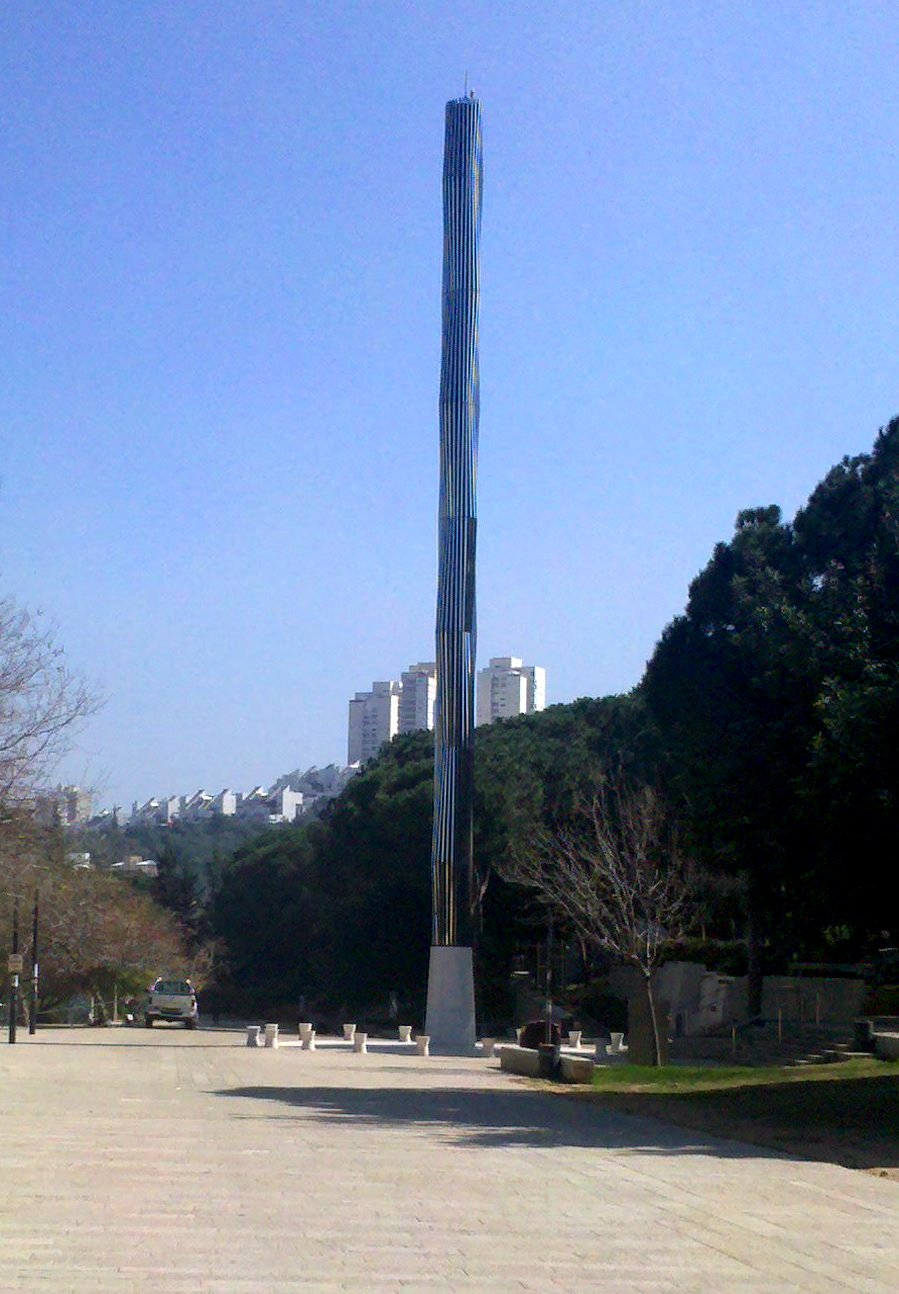
Az Obeliszk, egy 28 méter magas rozsdamentes acélszerkezet, egy kinetikus szobor

### Haifa
A Technion City általában a Kármel-hegy fenyővel borított északkeleti lejtőin található, 1,2 négyzetkilométeres területre utal. A campus 100 épületből áll, amelyeket naponta több ezer ember használ.
A Technionnak két további campusa van. Eredeti épülete Haifa belvárosában, amelyet a Technion az 1980-as évek közepéig használt, ma az Izraeli Nemzeti Tudományos, Technológiai és Űrkutatási Múzeumnak ad otthont. A Rappaport Orvostudományi Kar Bat Galim szomszédságában található, a Rambam Kórház szomszédságában, amely Észak-Izrael legnagyobb egészségügyi központja.

### Tel Aviv
A Technion továbbképzési és külső tanulmányi osztálya 1958 óta működik Tel-Aviv térségében. 2013 júliusában a Technion új kampuszra költözött Saronába. A saronai Technion külső campus három épületből áll egy 1800 négyzetméteres területen, összesen 16 modern tanteremmel. A Saronában oktatott programok között szerepel a Technion nemzetközi MBA programja, amelyben a világ minden tájáról érkeznek hallgatók és vendégoktatók olyan egyetemekről, mint a London Business School, a Columbia Egyetem és az INSEAD.

### Cornell Tech
2011. december 19-én a Cornell Egyetem and Technion konzorciumának pályázata megnyerte a New York-i, magas szintű alkalmazott tudományos és mérnöki intézmény létrehozására kiírt pályázatot. A versenyt New York város polgármestere, Michael Bloomberg hozta létre, hogy elősegítse a vállalkozókedvet és a munkahelyteremtést a város technológiai szektorában. A nyertes ajánlat egy 200 000 négyzetméteres a Roosevelt-szigeten épülő modern technológiai campus, amelynek első üteme 2017-re fejeződik be, 2013-ban pedig egy ideiglenes külső campus nyílik meg a Google New York-i székhelyén, a 111 Eighth Avenue szám alatt.  Az új New York-i „Géniusz Iskola” a Jacobs Technion-Cornell Institute nevet kapta. Alapító igazgatója Craig Gotsman volt, a Technion Hewlett-Packard számítástechnikai professzora.

### Guangdong Technion Izraeli Technológiai Intézet (GTIIT)
2013 szeptemberében a Li Ka Shing Alapítvány és a Technion bejelentette, hogy egyesítik erőiket egy új technológiai intézet létrehozása érdekében a Shantou Egyetemen, Guangdong tartományban, Délkelet-Kínában. A Li Ka Shing Alapítvány 130 millió USD támogatást ígért az intézet létrehozására. Az oktatott fokozatokat, beleértve az alapképzést, a mesterképzést és a doktori fokozatot is, a Technion akkreditálja. Az építkezés teljes költsége 147 millió dollár. Az angol lesz a GTIIT oktatási nyelve. A GTIIT három egységből áll majd: a Mérnöki Iskola; a Tudományos Iskola; és az Élettudományi Iskola. A cél az, hogy végül körülbelül 5000 diák járjon az intézménybe. Az intézet végül minden szinten ad Technion mérnöki fokozatot – alapképzést, mesterképzést és doktori fokozatot. Kezdetben a kínált kurzusok vegyészmérnöki, biotechnológiai és élelmiszermérnöki, anyagmérnöki képzések. 2020-ra az intézet más tudományágak oktatását is megkezdi, a mechanikától a repüléstechnikáig.  

## Rangsorok

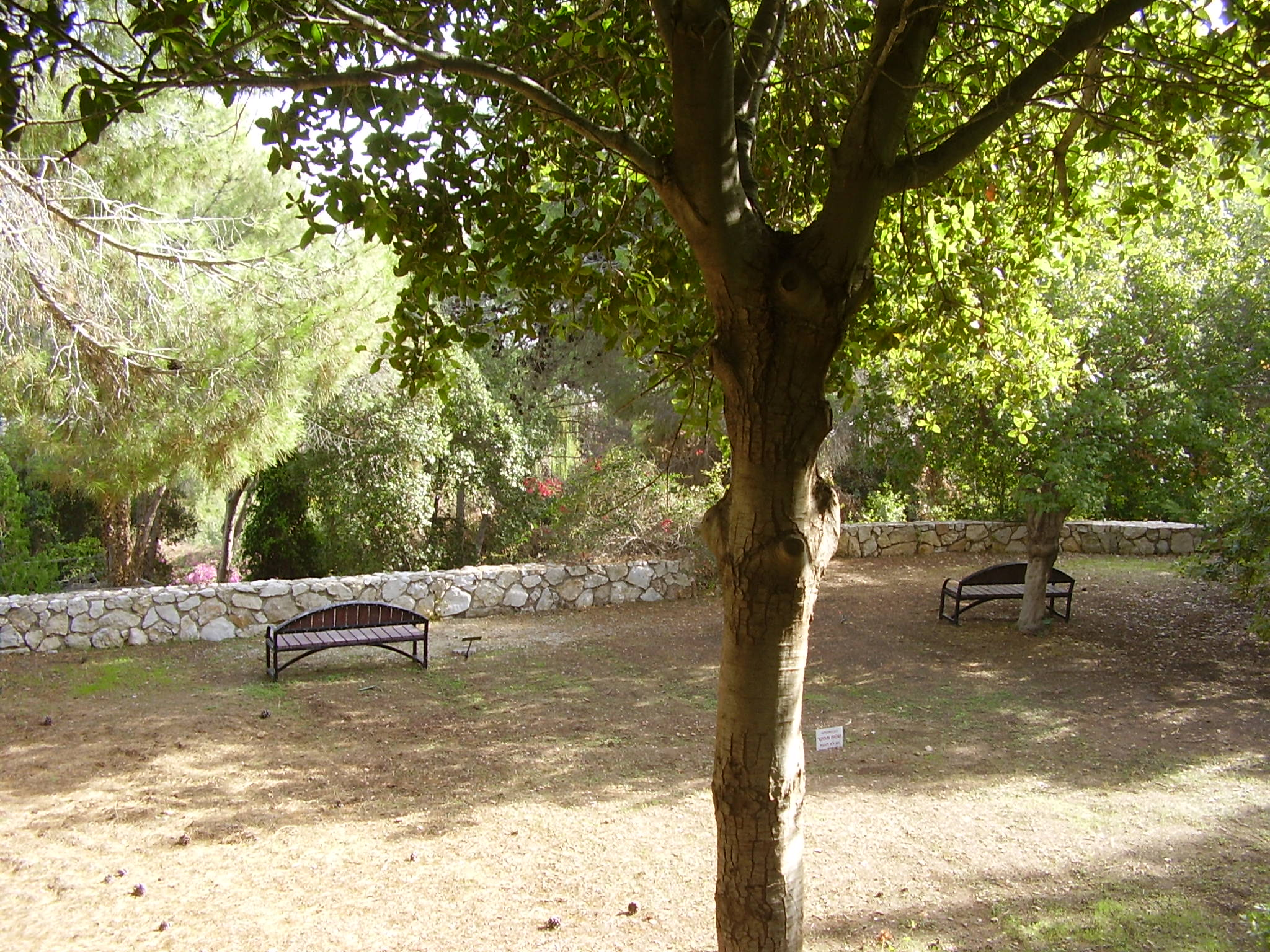
A Technion ökológiai kert

2019-ben a Shanghai Academic Ranking a 85. helyre sorolta a Techniont a világ 100 legjobb egyetemét tartalmazó listáján.
2012-ben a Business Insider magazin a Techniont a világ 25 legjobb mérnökiskolája közé sorolta. 
2012-ben a Center for World University Rankings a Techniont a világ 51. helyére, Izraelben pedig a harmadik helyre sorolta a CWUR World University Rankings listáján.
2011-ben a nemzeti rangsorban a Technion az izraeli egyetemek 2. helyére került az ARWU rangsora alapján. Az adott év globális ranglistáján a Technion a 102-150. helyen végzett az ARWU listáján és a 220. helyen a QS listáján.
A Times Higher Education World University Rankings 2020-ban a 401–500. helyre sorolta.
2013-ban a Technion volt az egyetlen egyetem az Egyesült Államokon kívül, amely bekerült az első 10 közé a Bloomberg ranglistán, amely azon egyetemek listája, amelyek végzettei a vezető amerikai technológiai vállalatok vezérigazgatói lettek. 

## Figyelemre méltó kutatás

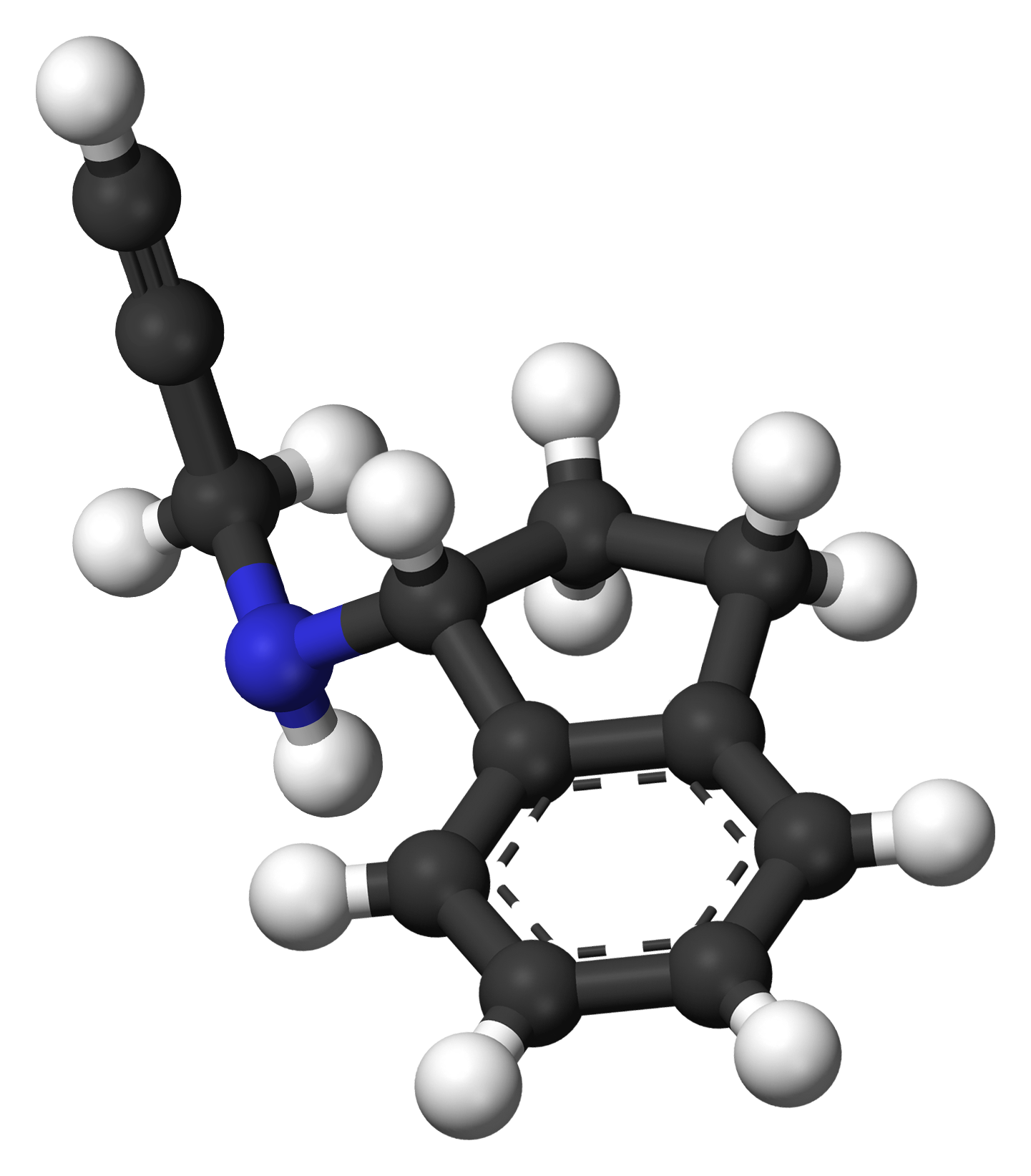
A Rasagline kémiai szerkezete

- 1982-ben Dan Shechtman felfedezett egy kvázikristály szerkezetet. Ez egy 5-ös nagyságrendű szimmetriával rendelkező  struktúra– ezt a jelenséget addig lehetetlennek tartották a krisztallográfia akkoriban uralkodó elméletei. 2011-ben ezért a felfedezésért elnyerte a kémiai Nobel-díjat.
- 2004-ben a Technion két professzora, Avram Hershko és Aaron Ciechanover elnyerte a Nobel-díjat annak a biológiai rendszernek a felfedezéséért, amely felelős a fehérje sejtekben történő lebontásáért.
- A 37 éves Shulamit Levenberget a Scientific American magazin a vezető tudósok közé választotta 2006-ban, aki olyan módszert fedezett fel, amellyel a szervezet nem utasítja el a transzplantált bőrt.[30]
- A Moussa BH Youdim kifejlesztette a Rasagiline-t: a Teva Pharmaceuticals által Azilect (TM) néven forgalmazott gyógyszer neurodegeneratív betegségek, különösen a Parkinson-kór kezelésére használt.
- 1998-ban a Technion sikeresen felbocsátotta a "Gurwin TechSat II" mikroműholdat, így a Technion egyike lett annak az öt egyetemnek, amelyek hallgatói programjai saját műholdat terveznek, építenek és indítanak fel. A műhold 2010-ig állt pályán [31]
- Az 1970-es években Abraham Lempel és Jacob Ziv informatikusok kifejlesztették a Lempel-Ziv-Welch algoritmust az adattömörítéshez. 1995-ben és 2007-ben elnyerték az IEEE Richard W. Hamming-érmet az adattömörítés terén végzett úttörő munkájukért és különösen az algoritmus fejlesztéséért.
- 2019-ben egy 12 diákból álló csapat aranyérmet nyert az iGEM-en a méhmentes méz fejlesztéséért.[32]

## Nobel-díjasok és más kiemelkedő személyek

### Nobel-díjasok
- 2004 Avram Hershko, kémia
- 2004 Aaron Ciechanover, kémia
- 2011 Dan Shechtman, kémia
- 2013 Arieh Warshel, kémia

### Ismert öregdiákok
Becslések szerint az izraeli high-tech vállalkozások alapítóinak és vezetőinek több mint 70 százaléka a Technionon végzett. Az izraeli NASDAQ cégek 80 százalékát a Technion végzettségjei alapították és/vagy vezetik, az izraeli elektronikai iparban dolgozó menedzserek 74 százaléka pedig műszaki végzettséggel rendelkezik. A Technion Nation című könyvben Shlomo Maital, Amnon Frenkel és Ilana Debare dokumentálják a Technion öregdiákjainak hozzájárulását a modern Izrael Állam felépítéséhez.

## Fordítás
Ez a szócikk részben vagy egészben  a   Technion – Israel Institute of Technology című angol Wikipédia-szócikk ezen változatának fordításán alapul.  Az eredeti cikk szerkesztőit annak laptörténete sorolja fel. Ez a jelzés csupán a megfogalmazás eredetét és a szerzői jogokat jelzi, nem szolgál a cikkben szereplő információk forrásmegjelöléseként.